# Campionati mondiali di ginnastica ritmica sportiva 1983
Gli XI Campionati mondiali di ginnastica ritmica sportiva si sono svolti a Strasburgo, in Francia, dal 10 all'11 novembre 1983.

## Risultati
| Evento                          | Oro                                                                     | Argento                                                                                            | Bronzo                                                              |
| Individuale (cerchio)           | Anelija Ralenkova Bulgaria 19,900                                       | Galina Beloglazova Unione Sovietica 19,800                                                         | Lilija Ignatova Bulgaria / Dalia Kutkaitė Unione Sovietica 19,650   |
| Individuale (clavette)          | Diljana Georgieva Bulgaria / Lilija Ignatova Bulgaria 20,000            | --                                                                                                 | Dalia Kutkaitė Unione Sovietica / Anelija Ralenkova Bulgaria 19,900 |
| Individuale (nastro)            | Galina Beloglazova Unione Sovietica / Diljana Georgieva Bulgaria 19,900 | --                                                                                                 | Anelija Ralenkova Bulgaria 19,750                                   |
| Individuale (palla)             | Lilija Ignatova Bulgaria / Galina Beloglazova Unione Sovietica 20,000   | --                                                                                                 | Anelija Ralenkova Bulgaria / Diljana Georgieva Bulgaria 19,950      |
| Individuale (concorso completo) | Diljana Georgieva Bulgaria 39,650                                       | Lilija Ignatova Bulgaria / Anelija Ralenkova Bulgaria / Galina Beloglazova Unione Sovietica 39,600 | --                                                                  |
| Concorso a squadre              | Bulgaria 39,300                                                         | Unione Sovietica 39,200                                                                            | Corea del Nord 38,800                                               |

## Medagliere
| Pos. | Nazione          | Oro | Argento | Bronzo | Totale |
| 1    | Bulgaria         | 7   | 2       | 5      | 14     |
| 2    | Unione Sovietica | 2   | 3       | 2      | 7      |
| 3    | Corea del Nord   | 0   | 0       | 1      | 1      |